# Константиновка (Сердобский район)
Константи́новка — деревня Долгоруковского сельсовета Сердобского района Пензенской области. На 1 января 2004 года — 46 хозяйств, 125 жителей.

## География
Деревня расположена на западе Сердобского района, юго-западнее центра сельсовета села Долгоруково, расстояние до которого — 2,5 км, расстояние до районного центра город Сердобск — 20 км.

## История
По исследованиям историка — краеведа Полубоярова М. С., деревня
образована в начале XIX века помещиком С. А. Якубовским. В 1911 году — в Репьёвской волости Сердобского уезда. В 1955 году в деревне располагалась центральная усадьба колхоза имени В. М. Молотова.

## Численность населения
| год                | 1859 | 1911 | 1926 | 1959 | 1979 | 1989 | 1996 | 2004 |
| ------------------ | ---- | ---- | ---- | ---- | ---- | ---- | ---- | ---- |
| количество жителей | 219  | 331  | 437  | 305  | 216  | 114  | 124  | 125  |

## Инфраструктура
В деревне располагается фельдшерско-акушерский пункт.

## Известные земляки
- Скворцов Пётр Павлович (1925–1997) — известный художник, участник Великой Отечественной войны[1].

## Улицы
- Поморская;
- Центральная.